# 31507 Williamjin
31507 Williamjin è un asteroide della fascia principale. Scoperto nel 1999, presenta un'orbita caratterizzata da un semiasse maggiore pari a 2,2774508 UA e da un'eccentricità di 0,0997030, inclinata di 5,06236° rispetto all'eclittica.